# Museum für Gegenwartskunst (Siegen)
Das Museum für Gegenwartskunst Siegen ist ein Museum für Gegenwartskunst von der Malerei über die Fotografie und Videokunst bis hin zu raum- und zeitbezogenen Installationen. Es gibt zwei Sammlungsschwerpunkte, die Sammlung Lambrecht-Schadeberg / Rubenspreisträger der Stadt Siegen und eine im Aufbau befindliche Sammlung zeitgenössischer Kunst mit besonderem Schwerpunkt der Fotografie. Wegweisende Ausstellungen der letzten Jahre rückten Themen und Strategien der internationalen Gegenwartskunst in den Fokus.

## Überblick
Das Museum hat sowohl die Gegenwartskunst seit den 1950er und 1960er Jahren als auch die aktuelle Kunstproduktion im Blick. Ein Schwerpunkt ist das Werk von Bernd und Hilla Becher. Bernd Becher wurde 1931 in Siegen geboren und ist dort aufgewachsen. Mit Bechers Werk wird ein regionaler Akzent der internationalen Gegenwartskunst gesetzt, der für die jüngere Kunst eine Ausrichtung in der Sammlungs- und Ausstellungsprogrammatik gibt.
Die im Museum beheimatete Sammlung Lambrecht-Schadeberg bezieht sich in ihrem Sammlungskonzept auf den Rubenspreis der Stadt Siegen, benannt nach dem in Siegen geborenen Peter Paul Rubens. Derzeit besitzt die Sammlung über 200 Arbeiten aller Rubenspreisträger. Zentrale Arbeiten von Hans Hartung (Rubenspreisträger 1958), Francis Bacon (Rubenspreisträger 1967), Maria Lassnig (Rubenspreisträgerin 2002) oder Bridget Riley (Rubenspreisträgerin 2012) sowie umfangreiche Werkgruppen von Cy Twombly (Rubenspreisträger 1987), Lucian Freud (1997) und Sigmar Polke (Rubenspreisträger 2007) – um einige Preisträger hervorzuheben – sind in Siegen permanent ausgestellt.
In der Sammlung Gegenwartskunst mit Beständen aus den Bereichen Fotografie, Video und Installationskunst überwiegt eine sachliche, objektive und konzeptuelle künstlerische Haltung. Wichtige fotografische Serien von Bernd und Hilla Becher wie die „Fachwerkhäuser des Siegener Industriegebietes“ bilden zentrale Grundsteine. Neben der dokumentarischen Praxis der Bechers gehören einflussreiche Positionen der seriellen und projektbezogenen Fotografie zur Sammlung. Einen weiteren Eckpfeiler bilden die Werke und Werkgruppen von Peter Piller, Diango Hérnandez und Vajiko Chachkhiani, die den Förderpreis zum Rubenspreis der Stadt Siegen erhielten. Die Gründung erfolgte im Mai 2001.
Von 2001 bis 2004 leitete Dr. Barbara Engelbach das Museum für Gegenwartskunst Siegen. Bis Ende März 2019 war die promovierte Kunsthistorikerin Eva Schmidt künstlerische Leiterin des Museums. Zum 1. April 2019 übernahm Thomas Thiel, bisheriger Leiter des Bielefelder Kunstvereins, die Leitung des Museums.

## Ausstellungen
Nach der großen Eröffnungspräsentation, die ein Jahr lang zu sehen war, werden seit 2003 jährlich drei bis vier große Wechselausstellungen gezeigt.
Seit 2006 gibt es pro Jahr eine Themenausstellung und zwei bis drei Einzelausstellungen junger oder bereits etablierter Künstler der Gegenwartskunst. Zusätzlich stellen kleinere Präsentationen in der Sammlung Lambrecht-Schadeberg Neuerwerbungen vor und zeigen die Werke der Rubenspreisträger aus unterschiedlichen Perspektiven. Besondere Highlights im Programm sind die alle fünf Jahre im Wechsel stattfindenden Ausstellungen der neuen Preisträger des Rubenspreises und des Rubensnachwuchspreises.

## Der Rubenspreis der Stadt Siegen
Der 1955 gestiftete Rubenspreis der Stadt Siegen wird alle fünf Jahre einem Maler oder einem Grafiker verliehen, die sich im europäischen Kunstschaffen durch ein wegweisendes künstlerisches Lebenswerk ausgewiesen haben. Die Auszeichnung erinnert an den Maler-Diplomaten Peter Paul Rubens. Rubens – in Siegen geboren, in Köln und Antwerpen aufgewachsen – hat als Meister der europäischen Barockmalerei künstlerische und politische Maßstäbe gesetzt, denen sich der Rubenspreis seit 1957/58 verpflichtet sieht. Der Preis ist mit 25.000 € dotiert und mit einer Ausstellung sowie einem Katalog verbunden.
Die bisherigen Preisträger sind: Hans Hartung (1957), Giorgio Morandi (1962), Francis Bacon (1967), Antoni Tàpies (1972), Fritz Winter (1977), Emil Schumacher (1982), Cy Twombly (1987), Rupprecht Geiger (1992), Lucian Freud (1997), Maria Lassnig (2002), Sigmar Polke (2007), Bridget Riley (2012), Niele Toroni (2017). Am 26. Juni 2022 wurde Miriam Cahn als 14. Preisträgerin ausgezeichnet.

## Der Rubensförderpreis der Stadt Siegen
Der Förderpreis zum Rubenspreis wurde von der Stadt Siegen 1980 zur Förderung des künstlerischen Nachwuchses gestiftet und wird alle fünf Jahre verliehen. Er ist mit 5000 € dotiert und mit einer Ausstellung sowie einem Katalog verbunden. Ausgelobt werden die Förderpreisträger gleichfalls wie die Rubenspreisträger von einer sich jeweils neu konstituierenden, unabhängigen fünfköpfigen Fachjury, die sich zusammensetzt aus Personen der Kunstkritik, des Museumswesens, der Lehre sowie der Bildenden Kunst. Jeder Juror schlägt bis zu drei Künstlerpersönlichkeiten vor, nach Diskussion und Abstimmung wird die Entscheidung gefällt.
Die bisherigen Preisträger sind: Max Neumann (1984), Julia Lohmann (1989), Karin Sander (1994), Silke Rehberg (1999), Peter Piller (2004), Diango Hernández (2009), Vajiko Chachkhiani (2014) und zuletzt 2019 Lena Henke.

## Digitales Verbundprojekt: Offene Welten
„Offene Welten“ ist ein digitales Verbundprojekt zwischen dem Museum für Gegenwartskunst Siegen, IMAGINE THE CITY Hamburg, Kestner Gesellschaft Hannover und dem Museum Marta Herford. Gemeinsam mit Künstlern, Kuratoren und Vermittlern entwickeln die vier Institutionen für zeitgenössische Kunst in „Offene Welten“ digitale spielerische Parcours und künstlerische Inszenierungen an der Schnittstelle von Institutionen und Stadtraum.

## Architektur
Für den Architekten Josef Paul Kleihues war der Um- und Neubau des Siegener Museums für Gegenwartskunst das neunte realisierte Museumsprojekt. In Siegen verband Kleihues alte Bausubstanz mit einem Neubau zu der jetzigen Museums-Architektur. Der 1894 als Telegrafenamt errichtete Altbau wurde erweitert durch einen zum Hof des Unteren Schlosses ausgerichteten Bau; außerdem wurde vor dem Neubau eine freigestellte Betonwand errichtet, auf der ein Video-Großbildschirm installiert ist.

## Auszeichnungen
2011 wurde das Museum von der deutschen Sektion des Internationalen Kunstkritikerverbandes als Museum des Jahres ausgezeichnet. Nach Meinung der Jury hat die Institution den Begriff ‚museal‘ neu bestimmt und „bewiesen, dass ein Museum auch immer die Gegenwart in der Vergangenheit und umgekehrt die Vergangenheit in der Gegenwart suchen und finden kann.“